# Deutsche Steuer-Zeitung
Die Deutsche Steuer-Zeitung (DStZ) ist eine seit 1913 erscheinende Fachzeitschrift für das Steuer- und Wirtschaftsrecht und wertet zweimal im Monat die aktuellen steuerlichen Entwicklungen aus Gesetzgebung, Rechtsprechung und Verwaltung aus. Einen besonderen Schwerpunkt bilden hierbei die Bereiche Unternehmenssteuerrecht, Bilanzrecht, Steuerliches Verfahrensrecht, Wirtschaftsrecht und Berufsrecht. Zusätzlich sollen steuerliche Gestaltungsempfehlungen die Durchführung kompetenter und effizienter Steuerberatungen ermöglichen. Die Auflage beträgt nach Verlagsangaben 2.000 Exemplare.
Die Zeitschrift wird vom 1913 gegründeten Stollfuß Verlag (Bonn) herausgegeben, der sich auf Fachzeitschriften und Arbeitshilfen für die Steuer- und Personalrechtspraxis der freien Berufe, der Wirtschaft und der Verwaltung spezialisiert hat.